# Хирево
Хи́рево (болг. Хирево) — село в Габровській області Болгарії. Входить до складу общини Севлієво.

## Населення
За даними перепису населення 2011 року у селі проживали 166 осіб.
Національний склад населення села:
| Національність   | Кількість осіб | Відсоток |
| ---------------- | -------------- | -------- |
| болгари          | 149            | 90,3%    |
| турки            | 13             | 7,9%     |
| цигани           | 3              | 1,8%     |
| інша             | 0              | 0%       |
| не визначились   | 0              | 0%       |
| Всього відповіли | 165            |          |

Розподіл населення за віком у 2011 році:
Динаміка населення: